# Oostelijke witbaardgnoe
De oostelijke witbaardgnoe (Connochaetes taurinus albojubatus) is een ondersoort van de blauwe gnoe, die voorkomt in Oost-Afrika. Het leefgebied ligt ten oosten van de Grote Slenk in Kenia en Tanzania. De oostelijke witbaardgnoe is de ondersoort met de lichtste kleur en heeft een witte baard.